# Otó Guillem de Borgonya
Otó Guillem de Borgonya (962 - 1026) fou comte de Borgonya (986-1026) i duc de Borgonya (1002-1004).

## Orígens familiars
Nasqué el 962 sent fill d'Adalbert II d'Ivrea, rei d'Itàlia i la seva esposa Gerberga de Châlon.
Gerberga a la mort d'Adalbert es tornà a casar el 972 amb el duc Enric I de Borgonya, el qual adoptà Otó Guillem com a fill propi i com a hereu dels seus territoris.

## Comtat i Ducat de Borgonya
Otó Guillem fou designat hereu a la mort del duc Enric I de Borgonya el 1002, però davant el poder del monarca francès Robert II de França el 1004 fou desposseït dels seus dominis del Ducat de Borgonya, els quals foren integrats a la Corona francesa. Otó-Guillem mantingué, però, els seus dominis sobre el Franc Comtat iniciant així la dinastia d'Ivrea dels comtes de Borgonya.Sembla que dominava els comtats d'Auxerre i Nevers però les dades no estan ben establertes. Els hauria conservat fins al 1026 i els hauria llegat a la seva filla Matilde Borgonya i el seu gendre Landri; aquest apareix com a comte a Nevers i Auxerre vers 1026-1028
Otó-Guillem es va rebel·lar l'any 1016 contra l'emperador Enric II per poder controlar les seves possessions dins el Sacre Imperi Romanogermànic.

## Núpcies i descendents
Es casà amb Ermentruda de Reims, filla del comte Renald de Reims. D'aquesta unió van tenir:
- Guiu I de Mâcon[1] (vers 982-1004), comte de Mâcon
- Renald I de Borgonya (vers 990-1057), comte de Borgonya
- Agnès de Borgonya, comtessa de Poitiers, casada amb Guillem V d'Aquitània i posteriorment amb Jofré II d'Anjou
- Gerberga de Borgonya, casada amb el comte Guillem II de Provença
- Matilde, comtessa de Borgonya (vers 983-1005), casada amb Landri de Nevers